# Valentino Lazaro
Valentino Lando Lazaro (Graz, Austria, 24 de marzo de 1996) es un futbolista austriaco. Juega de centrocampista y su equipo es el Torino F. C. de la Serie A de Italia.

## Estadísticas

### Clubes
Actualizado al último partido disputado el 25 de mayo de 2025.
| Club                                | Div.          | Temporada     | Liga  | Liga  | Copas nacionales | Copas nacionales | Copas internacionales | Copas internacionales | Total | Total |
| Club                                | Div.          | Temporada     | Part. | Goles | Part.            | Goles            | Part.                 | Goles                 | Part. | Goles |
| ----------------------------------- | ------------- | ------------- | ----- | ----- | ---------------- | ---------------- | --------------------- | --------------------- | ----- | ----- |
| Red Bull Salzburgo · Austria        | 1.ª           | 2012-13       | 5     | 0     | 0                | 0                | 0                     | 0                     | 5     | 0     |
| Red Bull Salzburgo · Austria        | 1.ª           | 2013-14       | 11    | 2     | 1                | 0                | 1                     | 0                     | 13    | 1     |
| F. C. Liefering · Austria           | 2.ª           | 2013-14       | 3     | 0     | —                | —                | —                     | —                     | 3     | 0     |
| F. C. Liefering · Austria           | Total club    | Total club    | 3     | 0     | 0                | 0                | 0                     | 0                     | 3     | 0     |
| Red Bull Salzburgo · Austria        | 1.ª           | 2014-15       | 25    | 4     | 4                | 0                | 3                     | 0                     | 32    | 4     |
| Red Bull Salzburgo · Austria        | 1.ª           | 2015-16       | 17    | 2     | 4                | 0                | 1                     | 0                     | 22    | 2     |
| Red Bull Salzburgo · Austria        | 1.ª           | 2016-17       | 29    | 3     | 5                | 2                | 12                    | 2                     | 46    | 7     |
| Red Bull Salzburgo · Austria        | 1.ª           | 2017-18       | 0     | 0     | 1                | 0                | 2                     | 0                     | 3     | 0     |
| Red Bull Salzburgo · Austria        | Total club    | Total club    | 87    | 11    | 15               | 2                | 19                    | 2                     | 121   | 15    |
| Hertha Berlín II · Alemania         | 4.ª           | 2017-18       | 1     | 1     | —                | —                | —                     | —                     | 1     | 1     |
| Hertha Berlín II · Alemania         | Total club    | Total club    | 1     | 1     | 0                | 0                | 0                     | 0                     | 1     | 1     |
| Hertha Berlín · Alemania            | 1.ª           | 2017-18       | 26    | 2     | 1                | 0                | 4                     | 0                     | 31    | 2     |
| Hertha Berlín · Alemania            | 1.ª           | 2018-19       | 31    | 3     | 3                | 0                | —                     | —                     | 34    | 3     |
| Hertha Berlín · Alemania            | Total club    | Total club    | 57    | 5     | 4                | 0                | 4                     | 0                     | 65    | 5     |
| Inter de Milán · Italia             | 1.ª           | 2019-20       | 6     | 0     | 1                | 0                | 4                     | 0                     | 11    | 0     |
| Inter de Milán · Italia             | Total club    | Total club    | 6     | 0     | 1                | 0                | 4                     | 0                     | 11    | 0     |
| Newcastle United F. C. Inglaterra   | 1.ª           | 2019-20       | 13    | 1     | 2                | 1                | —                     | —                     | 15    | 2     |
| Newcastle United F. C. Inglaterra   | Total club    | Total club    | 13    | 1     | 2                | 1                | 0                     | 0                     | 15    | 2     |
| Borussia Mönchengladbach · Alemania | 1.ª           | 2020-21       | 22    | 2     | 1                | 0                | 5                     | 0                     | 28    | 2     |
| Borussia Mönchengladbach · Alemania | Total club    | Total club    | 22    | 2     | 1                | 0                | 5                     | 0                     | 28    | 2     |
| S. L. Benfica Portugal              | 1.ª           | 2021-22       | 18    | 0     | 5                | 0                | 6                     | 0                     | 29    | 0     |
| S. L. Benfica Portugal              | Total club    | Total club    | 18    | 0     | 5                | 0                | 6                     | 0                     | 29    | 0     |
| Torino F. C. · Italia               | 1.ª           | 2022-23       | 23    | 0     | 2                | 0                | —                     | —                     | 25    | 0     |
| Torino F. C. · Italia               | 1.ª           | 2023-24       | 35    | 0     | 1                | 0                | —                     | —                     | 36    | 0     |
| Torino F. C. · Italia               | 1.ª           | 2024-25       | 33    | 0     | 2                | 0                | —                     | —                     | 35    | 0     |
| Torino F. C. · Italia               | Total club    | Total club    | 91    | 0     | 5                | 0                | 0                     | 0                     | 96    | 0     |
| Total carrera                       | Total carrera | Total carrera | 298   | 20    | 33               | 3                | 38                    | 2                     | 369   | 25    |

## Palmarés

### Campeonatos nacionales
| Título          | Club               | País    | Año     |
| --------------- | ------------------ | ------- | ------- |
| Bundesliga      | Red Bull Salzburgo | Austria | 2013-14 |
| Copa de Austria | Red Bull Salzburgo | Austria | 2013-14 |
| Bundesliga      | Red Bull Salzburgo | Austria | 2014-15 |
| Copa de Austria | Red Bull Salzburgo | Austria | 2014-15 |
| Bundesliga      | Red Bull Salzburgo | Austria | 2015-16 |
| Copa de Austria | Red Bull Salzburgo | Austria | 2015-16 |